# Mosteiro (Bóveda)
Mosteiro (llamada oficialmente San Paio de Mosteiro) es una parroquia y una aldea española del municipio de Bóveda, en la provincia de Lugo, Galicia.

## Geografía
Limita con las parroquias de Guntín al norte, Ribas Pequeñas y Pino al sur, Freituxe al este, y Ver por el oeste.

## Organización territorial
La parroquia está formada por una entidad de población:
- Mosteiro

## Demografía

### Parroquia
Gráfica demográfica de la villa de Mosteiro y de la parroquia de San Paio de Mosteiro según el INE español:
| Gráfica de evolución demográfica de Mosteiro entre 2000 y 2019 |
|                                                                |
| Datos según el nomenclátor publicado por el INE.               |

## Lugares de interés
- Iglesia parroquial, del siglo XVII, siendo de planta rectangular, construida en muros de mampostería de pizarra. Mediante un arco de medio punto rebajado se accede a la capilla mayor, a diferente altura que la nave. Parece ser que en su origen tenía un pórtico con columnas que rodeaba toda la iglesia.